# チビカモメガイ
チビカモメガイ（学名: Mesopholas intusgranosa Iw. Taki & Habe, 1945）は、斧足綱ニオガイ科に分類される二枚貝の一種である。

## 概要
日本貝類学会の会長を務めた、瀧巌によって命名された。学名はMesopholus intusgranosa Iwao Taki & Habe, 1945。
生態は知られていないが、分類上キクイガイに近いため、流木やヤシの実などの漂流物より稀に発見される。
殻長は大きくても1センチほどであり、貝収集家以外に食用などの需要はない。
需要が乏しく、また漂流系の貝のため、分布域などの情報はない。